# Municipio de Apetatitlán de Antonio Carvajal
El municipio de Apetatitlán de Antonio Carvajal es uno de los 60 municipios del estado mexicano de Tlaxcala. Su cabecera es la localidad de Apetatitlán de Antonio Carvajal. Según el censo de 2020, tiene una población de 16 003 habitantes.
Se encuentra localizado al centro del estado y aproximadamente 6 kilómetros al este de la ciudad de Tlaxcala de Xicohténcatl. Cuenta con una extensión territorial de 7,27 km².
Del total de habitantes, 7745 son hombres y 8258 son mujeres.

## Descripción geográfica

### Ubicación
Se localiza al centro del estado, entre las coordenadas geográficas 19° 20' de latitud norte, y 98° 12' de longitud oeste; a una altitud promedio de 2340 metros sobre el nivel del mar.
Colinda al norte con el municipio de Yauhquemehcan; al noroeste con Amaxac de Guerrero (exclave de San Damián Tlacocalpan); al sur con Tlaxcala  y  Chiautempan; al este con Amaxac de Guerrero, al sureste con Contla de Juan Cuamatzi y al oeste con Tlaxcala (comunidad de San Esteban Tizatlán).

### Orografía e hidrografía
En la parte norte del municipio posee zonas accidentadas en su mayoría, al centro y al sur se encuentran zonas planas. Sus suelos se componen de varios tipos, los más importantes son: regosoles, andosoles, cambisoles, litosoles, gleysoles, fluvisoles, vertisoles e histosoles; su uso es ganadero, forestal y agrícola. El municipio pertenece a la región hidrológica Balsas. Sus recursos hidrológicos son proporcionados principalmente por los ríos: Balsas, Atoyac; y Zahuapan; además de los arroyos Rinconada y Ramales los cuales son de caudal permanente.
Su principal clima es el templado subhúmedo; con lluvias en verano y sin cambio térmico invernal bien definido. La temperatura media anual es de 25.4°C, la máxima se registra en el mes de mayo (27.6 °C) y la mínima se registra en febrero (1.1 °C). El régimen de lluvias se registra entre los meses de julio y agosto, contando con una precipitación media de 165.8 milímetros.

## Topónimo
Con base en testimonios parroquiales del siglo XVI, el nombre original del poblado era Apetlatitlán, se forma de los vocablos: «a»-agua; «petla»-estera delgada y «titlán»-lugar; significa "lugar de esteras de caña" o "entre las esteras de caña", lo cual es concordante con la antigua topografía, ya que en el asentamiento prehispánico existió una laguna que pervivió hasta la primera década del siglo XX.

## Historia

### Historia religiosa

#### Origen de los dos templos
El pueblo de San Pablo Apetatitlán originalmente era un asentamiento de indígenas que rápidamente se pobló de españoles desde los primeros años de la conquista. Para el siglo XVII vivían en San Pablo 227 familias migrantes de España, quienes eran propietarios de obrajes, batanes, talleres de tejido y tiendas. Debido a que este grupo era muy poderoso económicamente mando construir su propia iglesia, dedicada a Jesús Nazareno; la cual se levantó al lado del templo al que acudían los indígenas y que es el santo patrono San Pablo.
Templo de San Pablo. Este tuvo su origen en una ermita construida en 1589 que era atendida cada año por los frailes franciscanos que vivían en Santa Ana Chiautempan. Debido a que el pueblo de San Pablo tuvo un desarrollo económico importante desde el siglo XVII, la comunidad de españoles solicitó elevar a la categoría de parroquia la iglesia de Jesús Nazareno, aunque hicieron todas las gestiones y pagaron a un abogado para representarlos el obispo de Puebla otorgó el título de parroquia al templo de San Pablo el 19 de enero de 1767.
Templo de Jesús Nazareno. Este se encontró registrado por primera vez en 1679, a mediados del siglo XVIII tenía una cofradía dirigida por españoles y la imagen gozaba de la reputación de ser muy milagrosa, testimonio de estos hechos sobrenaturales son los exvotos que mandaron pintar Juan Miguel de Loaiza y José María del Razo. Los propios españoles afirmaban que este templo congregaba a 1,500 personas de los alrededores que iban en busca de un milagro. La cofradía de Jesús Nazareno pervivió 144 años y tenía devotos en cuarenta y dos pueblos.

## Cultura

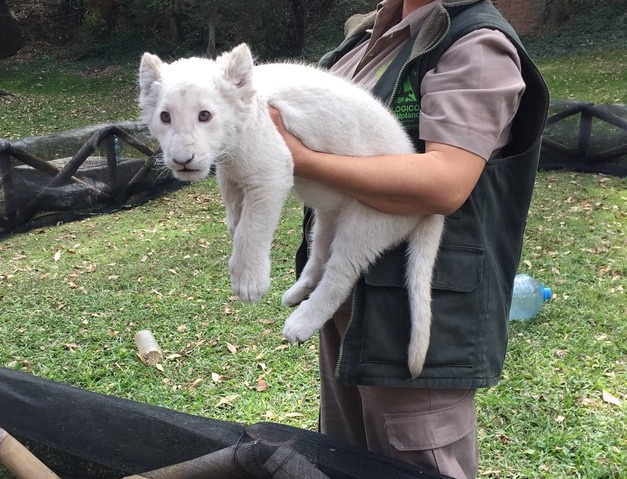
León blanco, subespecie del león africano en peligro de extinción, Zoológico del Altiplano.

### Sitios de interés
- Parroquia de San Pablo

- Museo de Arte Sacro (anexo a la Parroquia)

- Templo de San Matías

- Templo de Jesús Nazareno

- Templo de Belén Atzitzimititlán

- Archivo General del Estado

- Zoológico del Altiplano

- Gran Patio Tlaxcala

### Fiestas
Fiestas civiles
- Aniversario de la Independencia de México: 16 de septiembre.
- Aniversario de la Revolución mexicana: El 20 de noviembre.
- El carnaval en San Pablo Apetatitlán.

Fiestas religiosas
- Semana Santa: jueves y viernes Santos.
- Día de la Santa Cruz: 3 de mayo.
- Fiesta en honor de la Virgen de Guadalupe: 12 de diciembre.
- Día de Muertos: 2 de noviembre.
- Fiesta en honor a San Pablo y San Pedro Apóstol: 29 de junio.
- Fiesta del Barrio de Guadalupe el 12 de diciembre

## Gobierno
Su forma de gobierno es democrática; se realizan elecciones cada 3 años, en las que se elige al presidente municipal y su gabinete.
El municipio cuenta con 5 localidades, las cuales dependen directamente de la cabecera del municipio, las cuales son: San Pablo Apetatitlán (cabecera municipal), Belén Atzitzimititlán, San Matías Tepetomatitlán, Tlatempan y Tecolotla.

## Artesanías
En San Pablo Apetatitlán, se elaboran objetos de madera natural, como son las imágenes religiosas para templos y particulares. Entre estas figuras encontramos la de la Virgen María, la de San José y la del Ángel, todas talladas en madera de ayacahuite, con brazos y piernas articuladas y ojos de vidrio, el cuerpo pintado de azul cielo. En la población de Tlatempan, existen talleres donde elaboran máscaras  de madera de ayacahuite o cedro.
En dicha comunidad podemos encontrar varios talleres de artesanos,que se dedican a lo mismo,sin embargo,cada uno tiene algo en particular que le transmite a sus piezas. Estas son muy espectaculares y codiciadas por los danzantes. Se tallan, se enlienzan, se pintan y se integran al óleo. Un detalle muy particular de estas máscaras, es que los ojos son de vidrio, y los párpados son movibles, con grandes pestañas hechas con pelo natural; también se les ponen barbas, patillas,piochas,entradas en el cabello, diente de oro y lunares, que representan los rostros de mujeres y hombres europeos.